# Fontaine-lès-Dijon
Fontaine-lès-Dijon is een gemeente in het Franse departement Côte-d'Or (regio Bourgogne-Franche-Comté). De gemeente telde 9.032 inwoners op 1 januari 2022. De plaats maakt deel uit van het arrondissement Dijon.
Het is de geboorteplaats van de heilige Bernardus van Clairvaux. Zijn geboortehuis en de ernaast liggende kerk Saint-Bernard trokken bedevaarders aan.

## Geschiedenis
De parochie Saint-Martin des Champs bestond al in de 6e eeuw en was een van de oudste van de streek van Dijon. Rond de kerk was er een kerkhof waar Merovingische graven zijn gevonden. In de 9e eeuw kwam deze parochie af te hangen van de Abdij Saint-Etienne in Dijon. De kerk Saint-Martin des Champs bleef parochiekerk tot de 15e eeuw.
In de 11e eeuw kwam er een tweede bewoningscentrum op het grondgebied van de huidige gemeente. Er werd een mottekasteel gebouwd op de heuvel butte de Fontaine. Tescelin le Roux, de vader van de heilige Bernardus, was hier kasteelheer. Aan de voet van de heuvel ontstond het dorp Fontaine rond de kerk Saint-Ambrosinien. Eind 14e eeuw werd een nieuwe kerk gebouwd en deze werd verbouwd in de 15e en 16e eeuw. Fontaine werd tot tweemaal verwoest tijdens de Hugenotenoorlogen.

### Bedevaartsoord
Fontaine werd een bedevaartsplaats. In de 17e eeuw verwierven de feuillanten (cisterciënzers) het huis waar de heilige Bernardus werd geboren. Met steun van koning Lodewijk XIII en koningin Anna van Oostenrijk werd het kasteel omgebouwd tot een koninklijk klooster. Aan het einde van de 19e eeuw hernamen de katholieke bedevaarten naar het geboortehuis van Bernardus. Het huis werd verbouwd tussen 1881 en 1897 en er werd een kapel naast gebouwd. De kerk Saint-Ambrosinien werd herdoopt naar Saint-Bernard.

### Wijnbouw
Al voor het jaar 1000 waren er wijngaarden. Na de Franse Revolutie werden de kerkelijke goederen openbaar verkocht. Rijke wijnboeren konden zo hun areaal uitbreiden maar ook rijke burgers uit het naburige Dijon kochten gronden in Fontaine. Aan het einde van de 19e eeuw, voor de druifluis toesloeg, telde de gemeente 241 ha aan wijngaarden. Daarna legde men zich meer toe op de graanteelt en teelt van klein fruit. Na de jaren 1970 verdween de wijnbouw zelfs volledig.

### 19e en 20e eeuw
Tussen 20 en 22 januari 1871 werd er hevig gevochten rond Fontaine tijdens de Frans-Duitse Oorlog.
Na de Tweede Wereldoorlog volgde een snelle verstedelijking. Er kwamen ook bedrijventerreinen.

## Geografie
De oppervlakte van Fontaine-lès-Dijon bedroeg op 1 januari 2022 4,49 vierkante kilometer; de bevolkingsdichtheid was toen 2.011,6 inwoners per km².
De onderstaande kaart toont de ligging van Fontaine-lès-Dijon met de belangrijkste infrastructuur en aangrenzende gemeenten.

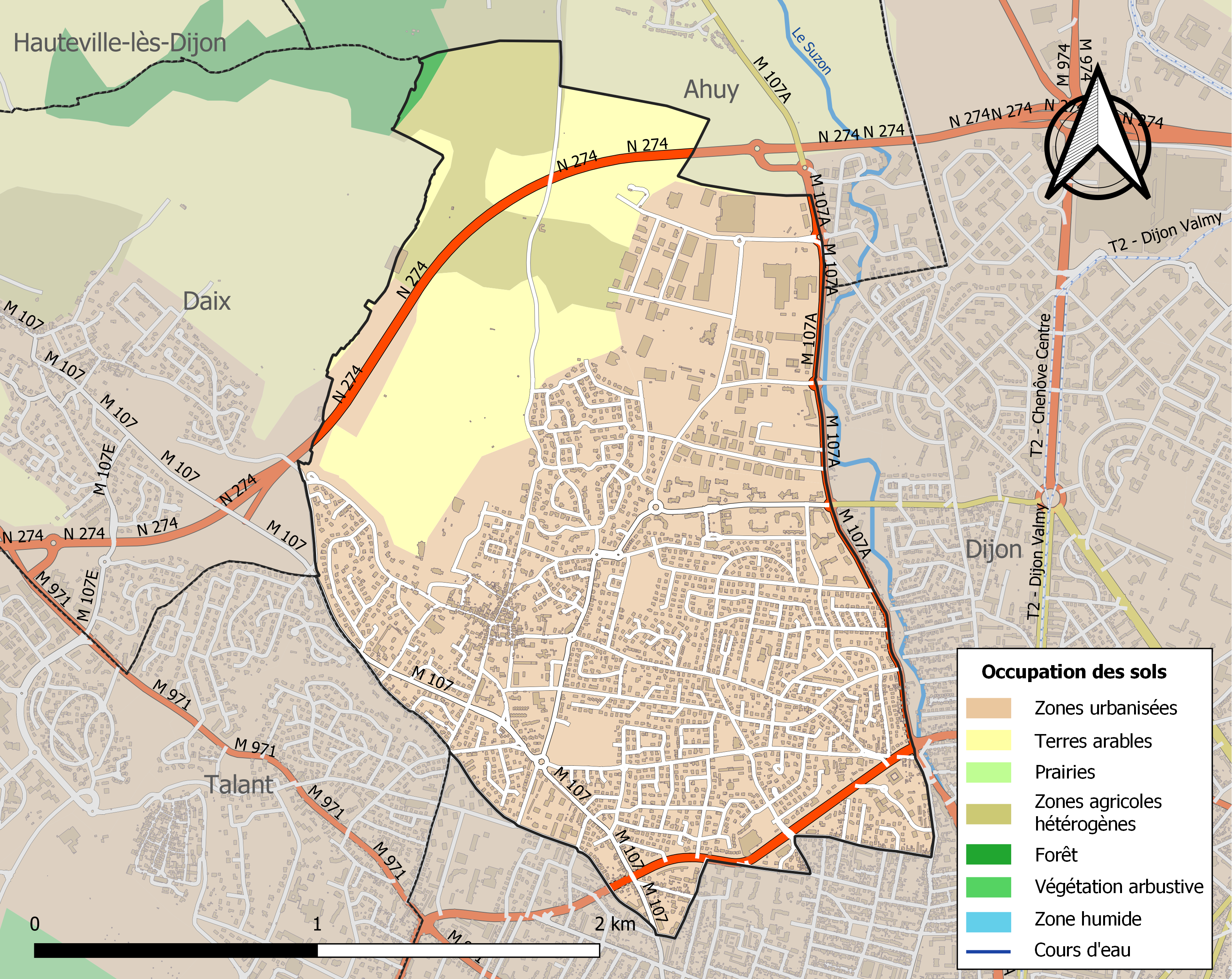

## Demografie
Onderstaande figuur toont het verloop van het inwonertal (bron: INSEE-tellingen).

## Geboren
- Bernardus van Clairvaux (1090-1153), cisterziënzer en Heilige
- Coline Ballet-Baz (1992), freestyleskiester